# 皮莫尼夫卡
49°14′31″N 37°15′41″E / 49.24194°N 37.26139°E
皮莫尼夫卡（烏克蘭語：Пимонівка）是位於烏克蘭東部的村莊，由哈爾科夫州伊久姆區的伊久姆市镇負責管轄。該村處於莫克里伊久梅齊河右岸，距離克拉馬里夫卡3公里，面積0.54平方公里，海拔高度84米，2001年人口193。